# 1000 Forms of Fear
1000 Forms of Fear је шести студијски албум аустралијске кантауторке Сије. Издавачке куће Monkey Puzzle и RCA Records објавиле су га 4. јула 2014. године широм света, док је Inertia Records истог дана објавио албум у Аустралији. Већина песама је окаректерисана као електропоп, са елементима регеа и хип хопа. Текстови песама са албума усредсређени су на Сију која покушава да се избори са зависношћу од дроге и биполарним поремећајем.
Албум је углавном добио позитивне критике музичких критичара, који су похвалили Сијине вокалне способности и лирски садржај песама. 1000 Forms of Fear је достигао прво место америчке рекордне листе Билборд 200, са продајом од 52.000 примерака током прве недеље. На првом месту је био и у Аустралији и Канади, а на топ 5 листи у Данској, Новом Зеланду, Норвешкој, Шведској, Швајцарској и Великој Британији. Америчко удружење дискографских кућа је албум сертификовало златом 26. октобра 2015, са укупно 500.000 примерака који су по еквивалентним јединицама албума продати у Сједињеним Америчким Државама. Према подацима из јануара 2016. албум је продат у преко милион примерака широм света.
Први и водећи, од укупно четири сингла, Chandelier објављен је у марту 2014. године и нашао се не светској топ 10 листи; а поред тога достигао је на осмо место на америчкој рекордној листи Билборд хот 100, постајући прва Сијина песма која је била на листи, где је певала као главна уметница. Сингл Big Girls Cry објављен је у јуну 2014. године. Сијина соло верзија песме Elastic Heart, у којој су првобитно певали и The Weeknd и Дипло, објављена је у јануару 2015. и ушла је у топ 20 на Билбордовој листи 100 најбољих песама. Fire Meet Gasoline објављен је у Немачкој као четврти и последњи сингл са албума, 19. јуна 2015. Званични музички видео Chandelier на Јутјубу има више од 2 милијарде прегледа, а спот сингла Elastic Heart преко милијарду прегледа.
Како би промовисала албум, Сија се након његовог објављивања појавила у бројним ТВ емисијама, укључујући Шоу Елен Деџенерес и Уживо са Џимијем Кимелом, где је регрутовала Медисон Никол Зиглер, главну плесачицу из три музичка спота с албума. 1000 Forms of Fear донео је Сији три музичке награде ARIA и у неким публикацијама, попут Ролинг стоун и The Boston Globe, уврштен је у најбоље албуме 2014. Водећи сингл Chandelier добио је четири Греми награде — за „песму године”, „рекорд године”, „најбоље самостално извођење поп песме” и „најбољи музички видео”.

## Историја издавања
| Регија               | Датум        | Формат(и)               | Издање     | Дискографска кућа         | Реф.          |
| -------------------- | ------------ | ----------------------- | ---------- | ------------------------- | ------------- |
| Аустралија           | 4. јул 2014  | CD дигитално преузимање | стандардно | Inertia                   | [ 2 ] [ 3 ]   |
| Нови Зеланд          | 4. јул 2014  | CD дигитално преузимање | стандардно | Inertia                   | [ 4 ] [ 5 ]   |
| Немачка              | 4. јул 2014  | CD дигитално преузимање | стандардно | RCA Sony                  | [ 6 ] [ 7 ]   |
| Уједињено Краљевство | 7. јул 2014  | CD дигитално преузимање | стандардно | Monkey Puzzle Records RCA | [ 8 ] [ 9 ]   |
| САД                  | 8. јул 2014  | CD дигитално преузимање | стандардно | Monkey Puzzle Records RCA | [ 10 ] [ 11 ] |
| Немачка              | август 2014. | грамофонска плоча       | стандардно | RCA Sony                  | [ 12 ]        |
| Свет                 | мај 2015.    | CD дигитално преузимање | делукс     | Monkey Puzzle RCA         | [ 13 ]        |